# هوراشيو فريدريك فيليبس
هوراشيو فريدريك فيليبس (Horatio Frederick Phillips) (1845  – 1924) كان رائد طيران إنجليزيًّا ولد في ستريتهام، ساري. اشتهر ببناء آلات طيران متعددة الأسطح (الأجنحة) مع العديد من مجموعات أسطح الرفع أكثر من المعتاد في الطائرات الحديثة. ومع ذلك فقد قدم مساهمة أكثر ديمومة في مجال الطيران في عمله على تصميم الطائرات.

## ايروفويلز
ابتكر فيليبس نفقًا للرياح درس فيه مجموعة متنوعة من أشكال الطائرات الهوائية لاستخدامها في توفير الرفع. كان النفق غير عادي من حيث أن تدفق الغاز كان يتم توفيره عن طريق البخار بدلاً من الهواء.
بحلول عام 1884 كان قادرًا على تسجيل براءة اختراعه الأولى، وتبع ذلك المزيد. لقد أظهر حقيقة فكرة جورج كايلي القائلة بأن منح السطح العلوي انحناءًا أكبر من السطح السفلي يسرع من تدفق الهواء العلوي، ويقلل الضغط فوق الجناح وبالتالي يخلق قوة الرفع.

## آلات طيران متعددة الأسطح

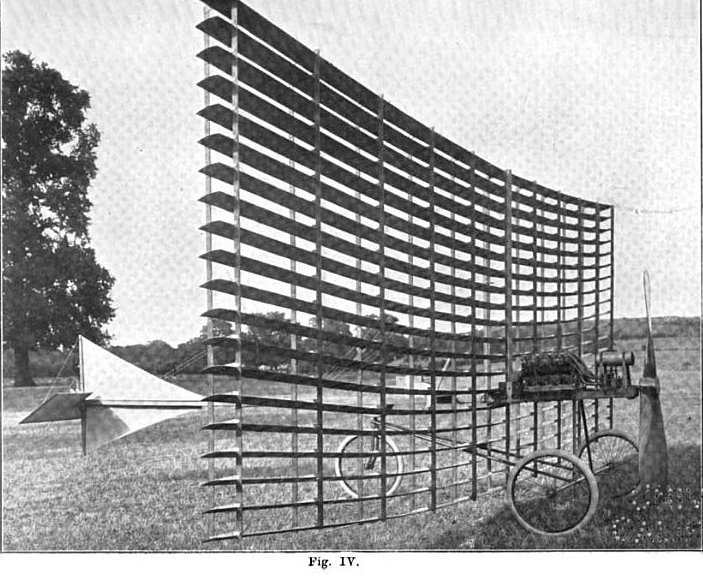
1904 آلة الطيران

يعتقد فيليبس أن الطائرات متعددة الأجنحة المكدسة (أو «المساند» كما أسماها)، في تكوين «الستارة الفينيسية»، تقدم مزايا.
- كانت آلة الطيران الخاصة به عام 1893 تحتوي على 50 سطح رفع واستخدمت «الجنيحات ذات السطح المزدوج» الحاصلة على براءة اختراع بطريقة تنتج نسبة عرض إلى ارتفاع تبلغ 1: 152، مما يوفر رفعًا كبيرًا عند التضحية بالاستقرار. كمركبة اختبار، لم يتم تصميمها ليتم تشغيلها، ولكن تم استخدامها لاختبار قدرة الرفع. تم العثور على الحمل الأقصى ليكون 400 رطل (180 كـغ).[3]
- كان طائرته المتعددة عام 1904 عبارة عن تطوير لمركبة الاختبار عام 1893 بتكوين يمكن أن يقودها شخص. كان لديه 21 جناحًا وذيلًا للاستقرار، لكنه لم يكن قادرًا على تحقيق رحلة مستمرة. كان أفضل أداء لها هو 50 قدم (15 م).[4] ظهرت نسخة طبق الأصل مصنوعة خصيصًا من آلة 1904 في التسلسل الافتتاحي لفيلم 1965 هؤلاء الرجال الرائعون في آلات الطيران الخاصة بهم (Those Magnificent Men in their Flying Machines).

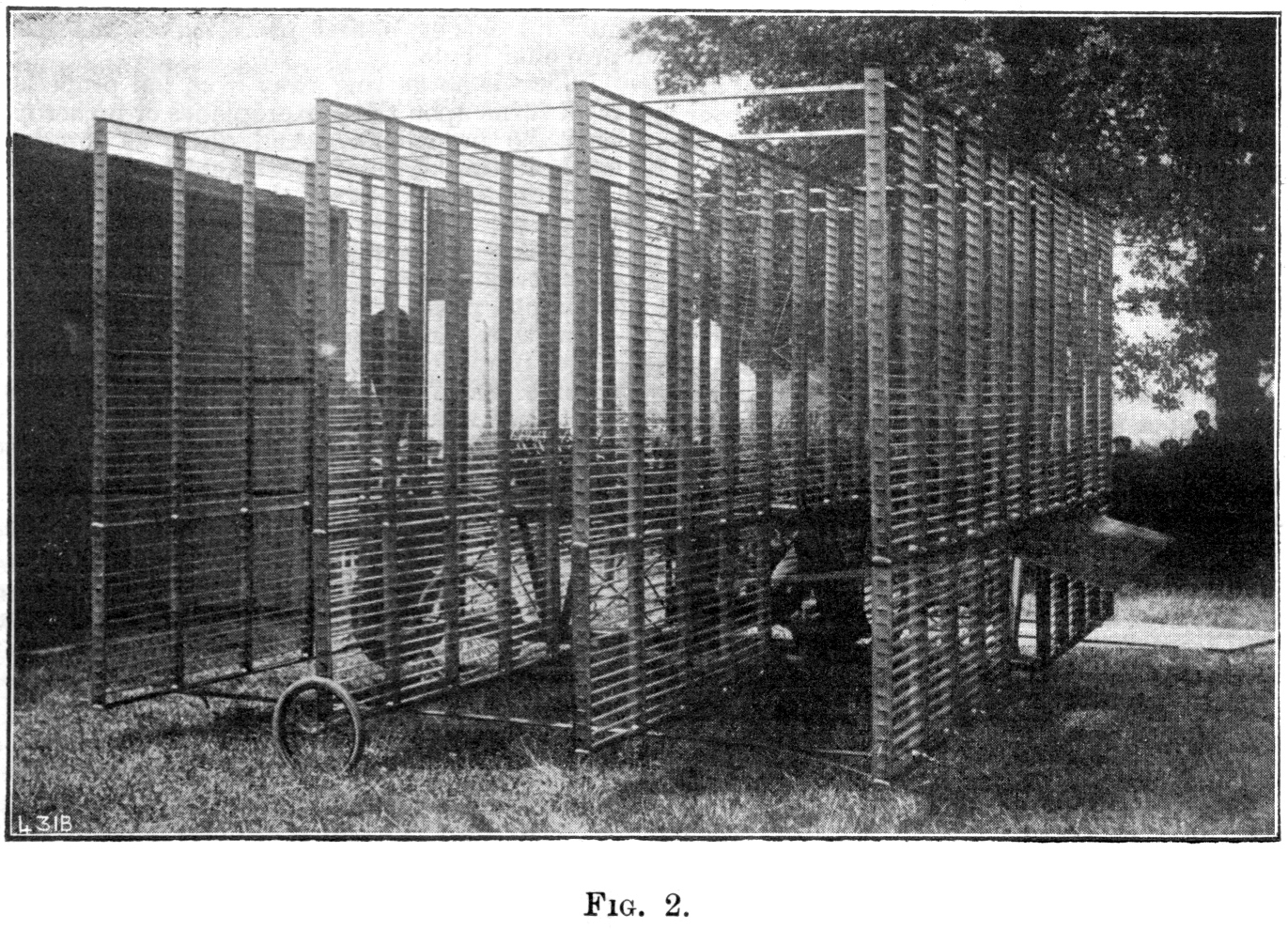
آلة طيران 1907

- طائرته المتعددة عام 1907، والتي كانت تحتوي على 200 جناح فردي وكانت مدعومة من 22 حصان (16 كـو) محرك يقود 7 قدم (2.1 م) حققت المروحة 500 قدم (150 م) الرحلة في 6 أبريل 1907. كانت هذه أول رحلة من نوعها في إنجلترا، على الرغم من أن الأخوين رايت سبقها بعدة سنوات.[4][5]

على الرغم من نجاحه، أظهر نموذج 1907 أداءً ضعيفًا مقارنةً بالأنواع المعاصرة الأكثر تقليدية. تسبب هذا في قيام فيليبس بإنهاء محاولاته في الطيران المأهول.

## روابط خارجية
- دليل إلى هوراشيو فيليبس، رسالة إلى أوكتاف تشانوت 25 أغسطس 1909 في مركز أبحاث المجموعات الخاصة بجامعة شيكاغو